# عبد الغفار بغدادي
عبد الغفار بن عبد الرحمن بن عبد الغفار بغدادي، طبيب ومصور مكي، وهو أول مصور فوتوغرافي من مكة، ومن أقدم مصوري الحجاز، ويُرجح البعض أنه أول مصور من الجزيرة العربية، وصاحب أول صورة للحجاج في موسم الحج بمكة، وقد سار على نهجه الكثير من الفنانين المسلمين، فيما ذُكر في عدد من الرسائل والمذكرات للمستشرقين والرحالة الأجانب، منهم المستشرق الهولندي كريستيان سنوك هورخرونيه، الذي استعان بعبد الغفار أثناء تواجده بمكة، واستخدم الصور التي التقطها في كتابه (صفحات من تاريخ مكة المكرمة)، ويصل مجموع صوره إلى 1880 صورة ما بين عامي 1886-1889م.